# Terpna thyatiraria
Terpna thyatiraria là một loài bướm đêm trong họ Geometridae.